# アークナイツ:エンドフィールド
『アークナイツ：エンドフィールド』（明日方舟：终末地）は、Hypergryph傘下のスタジオMOUNTAIN CONTOURが開発するスマートデバイスおよびPC向けゲームソフト。基本プレイ無料（アイテム課金制）。
2022年3月16日にティーザーPVがリリースされ、公式サイトを公開。 同年3月18日には第1弾トレーラーと実機プレイ映像が公開。2023年のThe Game AwardsにてPlayStation 5版のリリースが告知された。

## 概要
『アークナイツ』と世界観を共有したリアルタイムストラテジー。キャラクターとシナリオは本作オリジナルのものとなっている。
本作では、「タロII」という惑星で物語が展開していく。本作の主人公であるプレイヤーは「エンドフィールド工業」の管理人となり、ガイドに従って開発待ちエリアの探索を行う。「タロII」では天災が横行し、至るところに危機が潜んでいる。その土地のほとんどは未開の荒野と無人エリアである。

## 制作・プロモーション
2022年3月10日に、各ソーシャルメディアで「アークナイツ：エンドフィールド」の公式アカウントが開設された 。 3月16日に、ティーザーPV、及び多言語対応の公式サイトが発表された。二日後にCG trailerと実機プレイ動画が公開され、「アークナイツ：エンドフィールド」はリアルタイム戦略ロールプレイングゲームであることが表明された 。公開時点では、ゲームはまだ初期の開発段階にあるという 。